# Jej wielka miłość
Jej wielka miłość (ang. Lily of the Dust) – amerykański film niemy z 1924. Nie zachował się do dziś.

## Obsada
- Pola Negri – Cleo
- Robert Frazer – Georges Kleber
- Noah Beery – Mertzbach
- Robert Edeson – Henri Duval
- Josef Swickard – Ojciec Cleo
- Monte Collins – Francois
- Gino Corrado – nieznajomy
- Edgar Norton – Baron
- Carlton Griffin – ?
- Billy Seay – mały chłopiec
- Dick Sutherland –
- Hal Thompson –